# Amelia Luisa Damiani
Amelia Luisa Damiani es una geógrafa brasileña, y profesora de un doctorado de la USP. Sus líneas de investigaciones son la vida cotidiana y el urbano. Desarrolla actividades académicas en la Universidad de São Paulo, Facultad de Filosofía Letras y Ciencias Humanas, Departamento de Geografía.
En 1993, realizó el doctorado en Geografía y Geografía Humana, con la defensa de la tesis: A Cidade (Des) ordenada - Concepção e Cotidiano do Conjunto Habitacional Itaquera I, por la Universidad de São Paulo (1993), y el posdoctorado en la Universidad de París 1 Panthéon-Sorbona. Defendió, en noviembre de 2008 su tesis de docencia libre en la FFLCH-USP.

## Algunas publicaciones[3]
- amelia luisa Damiani. 2010. La Urbanización crítica em la metrópoli de São Paulo, a partir de fundamentos de La geografia urbana. Revista de Geografía Norte Grande (impresa), vol. 46, p. 29-43 en línea

- -----------------------------. 2009. A Urbanização Crítica na Metrópole de São Paulo, a partir de fundamentos da Geografia Urbana. Revista da ANPEGE, vol. 5, p. 51-70

- -----------------------------. 2009. Urbanização Crítica e Produção do Espaço. Cidades (Presidente Prudente), vol. 6, p. 307-339

- -----------------------------, maria célia Nunes Coelho, aureanice de Mello Corrêa, álvaro López Gallero. 2008. O Brasil, a América Latina e o mundo: espacialidades contemporâneas. Volumen 2. Editor Lamparina, 448 pp. ISBN 8598271586

- -----------------------------, alexandre Souza da Rocha; anselmo Alfredo, evânio dos santos Branquinho, flávia elaine da Silva, jean pires de Azevedo Gonçalves, luciano Marini, márcio rufino Silva; ricardo Baitz. 2006. O futuro do Trabalho - Elementos para a discussão das taxas de mais-valia e de lucro. 1.ª ed. São Paulo: AGB-Sâo Paulo/ Programa de Pós-graduação em Geografia Humana-LABUR, FFLCH-USP, vol. 1. 70 pp.

- -----------------------------, -----------------------------, -----------------------------, et al. 2006. O futuro do trabalho - Elementos para a discussão das taxas de mais-valia e de lucro. 1.ª. ed. São Paulo: AGB-São Paulo/ Programa de Pós-graduação em Geografia Humana, LABUR, FFLCH, USP, vol. 1. 70 pp.

- -----------------------------. 2005. A Geografia que desejamos. Boletim Paulista de Geografia, São Paulo, vol. 83, Nº dez: 57-90

- -----------------------------. 2005. "O urbano no mundo da mercadoria"

- -----------------------------. 2004. A propósito do espaço e do urbano: algumas hipóteses. Cidades, Presidente Prudente, São Paulo, volumen 1, n.º 1, pp. 79-95

- -----------------------------, odette carvalho de Lima Seabra. 2004. Une Pensée Metaphilosophique sur la Révolution Urbaine. La Somme Et Le Reste, París, vol. 3, pp. 03-06

- -----------------------------. 2000. A Metrópole e a Industria: reflexões sobre uma urbanização crítica. Revista Terra Livre, São Paulo, vol. 15, pp. 21-37

- -----------------------------, ana fani Alessandri Carlos, odette carvalho de Lima Seabra. 1999. O Espaço no Fim de Século: a nova raridade. 1.ª ed. São Paulo: Contexto, vol. 1. 220 pp. ISBN 8572441174

- -----------------------------. 1994. A Cidade (Des)Ordenada. Boletim Paulista de Geografia, São Paulo, vol. 72, pp. 95-109

- -----------------------------. 1992. Qualidade de Vida Urbana: Repensando a Cidade?. Revista do Departamento de Geografia (USP), São Paulo, vol. 6, p. 127-131

- -----------------------------. 1991. População e geografia. Coleção Caminhos da geografia. Editora Contexto. 107 pp. ISBN 8585134976

### Capítulos
- -----------------------------. 2008. A metrópole na dialética entre o território de ação estatista e o espaço de projeto político. En: CAMPOS, Andrelino; SILVA, Catia Antonia da. (org. ) Metrópoles em mutação. Dinâmicas territoriais, relações de poder e vida coletiva. 1. ª ed. Río de Janeiro: Revan/FAPERJ, vol. 1, pp. 37-53

- -----------------------------. 2008. Ordenamento urbano e gestão territorial: impasses. En: CORRêA, Aureanice de Mello; OLIVEIRA, Márcio Piñon de; COELHO, Maria Célia Nunes. (org. ) O Brasil, a América Latina e o Mundo: espacialidades contemporâneas. 1. ª ed. Río de Janeiro: Lamparina; FAPERJ; ANPEGE; CLACSO, 2008, vol. II, pp. 107-120